# Жулпа, Артурас
Артурас Жулпа (лит. Artūras Žulpa; 10 июня 1990, Вильнюс) — литовский футболист, полузащитник клуба «Трансинвест».

## Биография
Футбольную карьеру начал в клубе «Вильнюс». В 2007 году дебютировал в составе клуба в чемпионате Литвы. В 2009 году перешёл в другой вильнюсский клуб, «Ветра», с которым завоевал серебряные медали чемпионата. В середине 2010 года стал игроком клуба «Круоя», в котором дебютировал 6 августа 2010 года в выигранном 3:0 матче с «Бангой». В составе «Круои» играл до конца 2012 года.
В начале 2013 года Жулпа стал игроком «Жальгириса». Дебютировал за команду 12 марта 2013 года в проигранном 0:2 домашнем матче с «Атлантасом». В сезонах 2013 и 2014 годов брал с «Жальгирисом» дубль, выигрывая чемпионат и кубок Литвы.
В 2015 году переехал в казахстанский «Актобе», за который дебютировал 7 марта 2015 года в ничейном, 1:1, матче с «Атырау». Жулпа сыграл 30 матчей за «Актобе» в сезоне 2015, по окончании которого клуб выставил его на трансфер. В январе 2016 года футболист перешёл в костанайский «Тобол».
В сборной Литвы дебютировал 7 июня 2013 года в матче отборочного турнира к чемпионату мира со сборной Греции (0:1), сменив на 73 минуте матча Саулюса Миколюнаса.
| 1.  | 7 июня 2013     | Вильнюс, Литва          | Греция     | 0:1 |  | отбор к ЧМ-2014       |
| 2.  | 29 мая 2014     | Вентспилс, Латвия       | Финляндия  | 1:0 |  | ½ финала Кубка Балтии |
| 3.  | 31 мая 2014     | Лиепая, Латвия          | Латвия     | 0:1 |  | финал Кубка Балтии    |
| 4.  | 6 июня 2014     | Гданьск, Польша         | Польша     | 1:2 |  | Товарищеский матч     |
| 5.  | 3 сентября 2014 | Линц, Австрия           | ОАЭ        | 1:1 |  | Товарищеский матч     |
| 6.  | 12 октября 2014 | Вильнюс, Литва          | Словения   | 0:2 |  | отбор к ЧЕ-2016       |
| 7.  | 15 ноября 2014  | Санкт-Галлен, Швейцария | Швейцария  | 0:4 |  | отбор к ЧЕ-2016       |
| 8.  | 18 ноября 2014  | Киев, Украина           | Украина    | 0:0 |  | Товарищеский матч     |
| 9.  | 27 марта 2015   | Лондон, Англия          | Англия     | 0:4 |  | отбор к ЧЕ-2016       |
| 10. | 14 июня 2015    | Вильнюс, Литва          | Швейцария  | 1:2 |  | отбор к ЧЕ-2016       |
| 11. | 5 сентября 2015 | Таллинн, Эстония        | Эстония    | 0:1 |  | отбор к ЧЕ-2016       |
| 12. | 8 сентября 2015 | Вильнюс, Литва          | Сан-Марино | 2:1 |  | отбор к ЧЕ-2016       |
| 13. | 9 октября 2015  | Любляна, Словения       | Словения   | 1:1 |  | отбор к ЧЕ-2016       |
| 14. | 12 октября 2015 | Вильнюс, Литва          | Англия     | 0:3 |  | отбор к ЧЕ-2016       |

## Достижения
«Жальгирис»
- Чемпион Литвы: 2013, 2014
- Кубок Литвы: 2013, 2014

«Актобе»
- Серебряный призёр чемпионата Казахстана: 2022
- Бронзовый призёр чемпионата Казахстана: 2015

«Тобол»
- Бронзовый призёр чемпионата Казахстана: 2018